# Heterogram (literatura)
Heterogram je beseda, besedna zveza ali stavek, ki je sestavljen iz črk abecede, ki se med seboj razlikujejo, kar pomeni, da se vsaka črka pojavi samo enkrat. Podvrsta heterograma je pangram, pri katerem so po enkrat uporabljene vse črke abecede.

## Primeri

### Angleščina
- subdermatoglyphic (17 črk)
- uncopyrightable (15 črk)
- hydropneumatic (14 črk)

### Francoščina
- cryptogamiques (14 črk)
- monarchiques (12 črk)

### Nemščina
- Dialektforschung (16 črk)
- Malitzschkendorf (16 črk), mesto v Nemčiji

### Španščina
- Centrifugadlos (14 črk)

### Slovenščina
- puškomitraljez (14 črk)